# إي سي أم بارتنرز

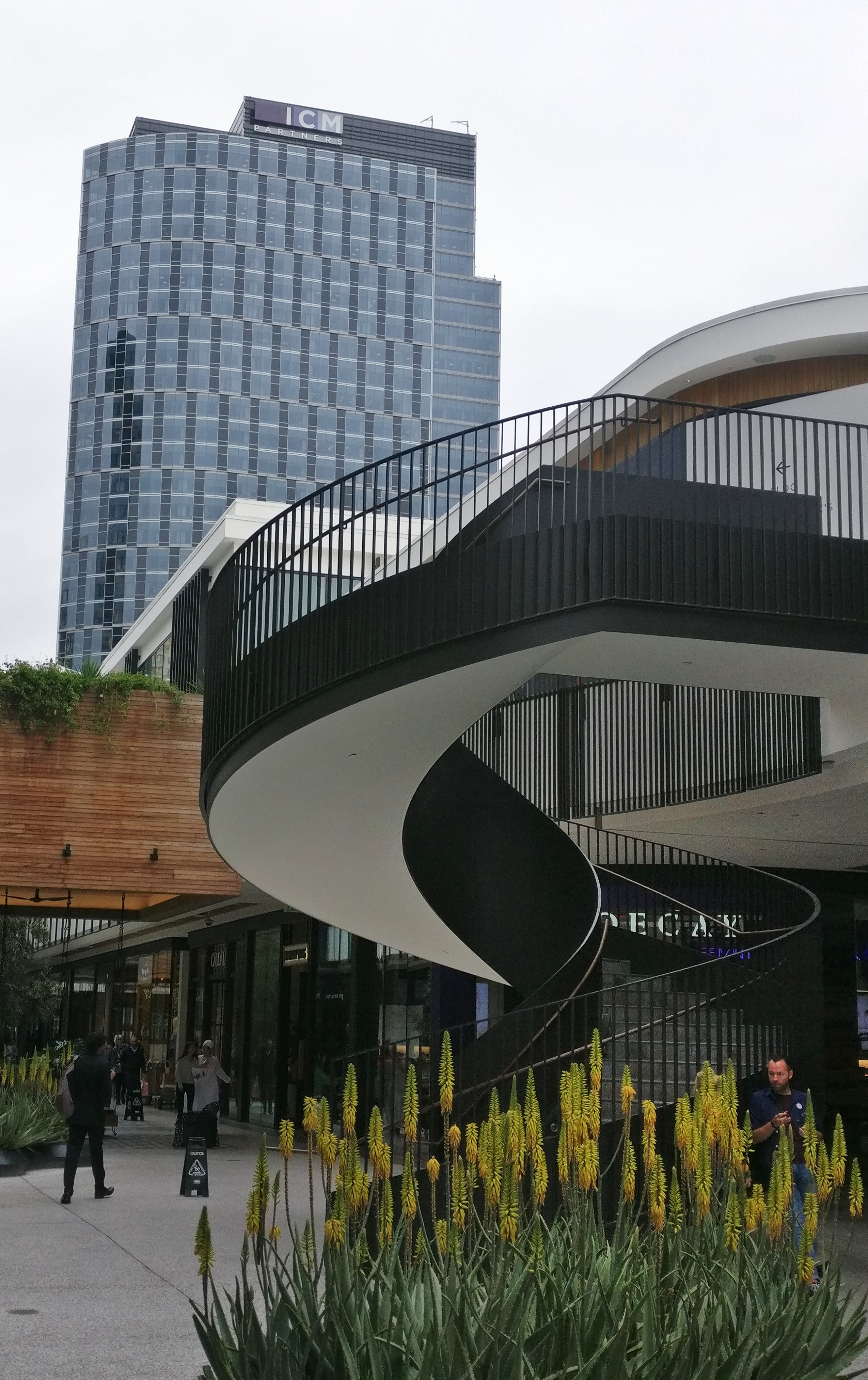
مكان كوكبة مقر الوكالة ، ويطل على ويستفيلد سينشري سيتي.

آي سي إم بارتنرز (بالإنجليزية: ICM Partners)‏ هي وكالة للمواهب والأدب ولها مكاتب في لوس أنجلوس ونيويورك وواشنطن العاصمة ولندن.  يمثل شركاء آي سي إم (بالإنجليزية: International Creative Management "الإدارة الإبداعية الدولية") العملاء في مجالات الصور المتحركة والتلفزيون والموسيقى والنشر والأداءت المباشرة والترفيه المسمى والوسائط الجديدة.  يقع مقر الشركة الرئيسي في مكان كوكبة في لوس أنجلوس.

## التاريخ
تم تشكيل ICM في عام 1975 من خلال دمج Creative Management Associates والوكالة الدولية الشهيرة.  في عام 2005 ، جمعت الشركة جولة تمويل بقيمة 75 مليون دولار من Rizvi Traverse.
في عام 2006 ، استحوذت ICM على الوكالة الأدبية Broder Webb Chervin Silbermann.
في عام 2012 ، أكملت الوكالة الاستحواذ على الإدارة وشكلت شراكة بالاسم الجديد ، آي سي إم بارتنرز.
في مارس 2018 ، استحوذت آي سي إم بارتنرز على مهرجان الكوميديا جست فور لوفس ، كجزء من شراكة مع Howie Mandel . تم بيع أغلبية 51 ٪ لاحقًا إلى Bell Media و Groupe CH للحفاظ على الملكية الكندية بشكل أساسي.
في يونيو 2018 ، شكلت آي سي إم شراكة مع وكالة المواهب التي تركز على الرياضات الإلكترونية Evolved.

## الإدارات

### الصور المتحركة
يمثل قسم الصور المتحركة في آي سي إم الممثلين والممثلات والمخرجين والكتاب من جميع أنحاء العالم.  يضم القسم أيضًا قسمًا مخصصًا لمحترفي الإنتاج مثل المصورين السينمائيين والمحررين ومديري الوحدة الثانية والملحنين ومصممي الإنتاج ومصممي الأزياء ومشرفي المؤثرات البصرية.
هياكل المجموعة الدولية والمستقلة لدى آي سي إم وترتيب التمويل والتعبئة ، وتأمين التوزيع للصور المتحركة المستقلة.

### تلفزيون
يمثل قسم التلفزيون في آي سي إم المواهب على الهواء والإبداع في جميع قطاعات الصناعة ، بما في ذلك الشبكة والكابل والنقابة الأولى.
تمثل آي سي إم العديد من المنتجين التنفيذيين وعارضين آخرين وقد قاموا بتغليف العديد من العروض التلفزبونية الناجحة مثل تشريح غراي ؛  فضيحة؛  القائمة السوداء؛  نظرية الانفجار العظيم ، الرقص مع النجوم؛  عائلة عصرية؛  العقول الإجرامية ؛  رئيس متخفي؛  بلدة كوغار؛  منزل؛  اختلال ضال؛  مايك ومولي ؛  عائلة سمبسون؛  رجلان ونصف؛  أبناء الفوضى؛  نفسي، ألين دي جينيريس شو ؛  العارض الأمريكي الأفضل القادم؛  كوابيس المطبخ؛  آخر عرض كوميدي، لا تنس الكلمات! ؛  اصحاب؛  زوجات الجيش ؛  في صحتك؛  الجنس والمدينة ؛  فريزر، سكرابز.  وملفات X.

### النشر
تمثل شركاء آي سي إم الحاصلين على جائزة نوبل ، وجائزة بوليتزر ، والجائزة الوطنية للكتاب والأوسمة الأدبية الأخرى.  ومن بين عملاء الوكالة باتريشيا كورنويل ، توماس فريدمان ، آنا كويندلن ، إل دكتورو ، والتر إيزاكسون ، كارل هياسين ، توم بيسيل ، أنتوني سوفورد ، كريس كليف ، كانديس بوشنيل ، جون فاينشتاين ، آن باتشيت ، كارول هيجنز كلارك وستيف مارتن.  بالإضافة إلى ذلك ، تمثل الوكالة عقارات تيودور جيزيل (د. سوس) ، آرثر ميللر ، إي. بي. وايت ، وتينيسي ويليامز ، من بين آخرين.  تمثل الوكالة بشكل روتيني أكثر من 100 عنوان في قائمة أفضل بائعين في نيويورك تايمز سنويًا.

### الموسيقى والكوميديا
تمثل قسم الحفلات الموسيقية والظهور المباشر في آي سي إم الفنانين في جميع الأنواع الموسيقية وكذلك الكوميديين والمحاضرين. تنظم الوكالة ارتباطات وجولات في أماكن حول العالم لمجموعة واسعة من الأعمال.

### علامة تجارية ترفيهة
تتراوح خدمات قسم الترفيه العالمي ذات العلامات التجارية لشركة آي سي إم من التأييد للمشاهير ، ووضع المنتجات ، ورعاية جولة الموسيقى إلى تكامل العلامة التجارية ، مثل إنشاء وتغليف الأفلام والبرامج التلفزيونية الأصلية ذات العلامات التجارية الأصلية.  يخدم قسم التأييد للمشاهير في الوكالة جميع المواهب السينمائية والتلفزيونية لشركاء آي سي إم للعمل التجاري على الكاميرا والطباعة والصوت بالإضافة إلى الحملات الإعلامية المدفوعة في الولايات المتحدة وخارجها.

### محاضرات
استحوذت شركة آي سي إم بارتنرز على وكالة المتحدثين بمدينة نيويورك ، رويس كارلتون ، في عام 2017. من الاستحواذ حتى أواخر عام 2019 ، لا يزال قسم المحاضرات يحمل اسم رويس كارلتون. في 16 أكتوبر 2019 ، تم تغيير العلامة التجارية إلى اسم آي سي إم سبيكرز وانتقلت إلى مكتب واشنطن العاصمة. تتضمن خدمات تقسيم المتحدثين في آي سي إم إدارة وتمثيل المتحدثين المحترفين.  بعض العملاء بارزين وهم مؤلفون شهيريين، ميتش ألبوم وهو المؤلف الفائز بجائزة بوليتزر ، جون ميتشام وهو مضيف كوير آي ، كارامو براون ، وناشطة حقوق الإنسان نادية مراد.